# Захист гірничих виробок від води
Захист гірничих виробок від води (рос. защита горных выработок от воды, англ. water control of workings, нім. Wasserschutz m) — комплекс заходів з убезпечення шахтних (рудникових, кар'єрних) полів від поверхневих і підземних вод, зниженню рівня (припливів) підземних вод на дільницях, що відпрацьовуються до необхідних величин за допомогою дренажних систем або баражних заслонів, а також операцій відкачування, очищення і відведення шахтних (рудникових, кар'єрних) вод за межі зони впливу дренажної системи. Включає: дренаж, бараж, водозниження, осушування тощо.